# Terremoto de Lima y Callao de 1655
El Terremoto de Lima y Callao de 1655 ocurrió el 13 de noviembre de 1655 y con una magnitud de 8,8ocasionó gran destrucción en ambas ciudades. Gobernaba entonces en el Perú el virrey Luis Enríquez de Guzmán, Conde de Alba de Liste.

## La catástrofe
Aproximadamente a las dos y media de la tarde de aquel día los limeños sintieron que la tierra se movía con gran sacudimiento y mucho ruido. Se desplomaron muchas casas y edificios, entre ellos el del Seminario Conciliar de Santo Toribio. Se abrieron dos profundas grietas en la Plaza Mayor y en el Colegio de Nuestra Señora de Guadalupe, de la orden franciscana, y quedó en escombros la Iglesia de la Compañía de Jesús del Callao, que era de cal y canto, pereciendo un hermano donado que hacía en ese momento la señal de la plegaria.
Se notó que el origen del seísmo venía del lado del océano, por los graves daños que ocasionó en la isla San Lorenzo, frente al Callao, sede de un presidio. Allí altos peñascos se desplomaron en el mar con gran estruendo. Se calcula que la intensidad en San Lorenzo y Callao fue de IX (MMI) y en Lima de VIII (MMI). La conmoción se sintió por 100 leguas de costa de norte a sur y por 50 de este a oeste.
Las réplicas del sismo se sucedieron por varios días y los habitantes de Lima optaron por pernoctar en las huertas, plazas y patios, por temor a que volviera a producirse otro gran sacudimiento que terminara por derrumbar lo que quedaba en pie.
Aprovechando la coyuntura, el célebre padre jesuita Francisco del Castillo recorrió la ciudad, predicando la necesidad de hacer penitencia, con el fin de aplacar la ira de Dios. Se organizaron procesiones y otras manifestaciones de fe colectiva.